# 倉本雷大
倉本 雷大（くらもと らいた、1988年〈昭和63年〉5月11日 - ）は、日本の映画監督。神奈川県大磯町出身。

## 来歴・人物
宝塚造形芸術大学（現・宝塚大学）卒業。
在学中、映画監督である崔洋一、成田裕介、福岡芳穂に師事し映画制作を学ぶ。同大学の卒業制作作品として女優の韓英恵をヒロインに迎えた長編映画『UNBRIGHT-アンブライト-』を監督。以降数本の短編、中編映画を制作し、2014年8月公開の長編映画『思春期ごっこ』で商業映画監督デビュー。一貫して思春期の少女や若い女子を主人公にした作品を制作している。未来穂香、青山美郷、広瀬すず、新木優子、我妻三輪子など今後の活躍が期待される新進女優をキャスティングする事が多く見られる。

## 監督作品

### 映画
- UNBRIGHT-アンブライト-（2011年）
- 少女たちよ（2012年）
- ガールフッド・エバーラスティング（2012年）
- ロリータなんて（2013年） - オムニバス映画『放課後たち』の一篇
- 水色の楽園（2014年）
- 思春期ごっこ（2014年）
- 恋愛奇譚集（2017年）
- リルティング（2017年）

### MV
- まねきケチャ「きみわずらい」（2016年）
- まねきケチャ「タイムマシン」（2016年）
- あいみょん「漂白」（2017年）
- WEAVER「海のある街」（2019年）
- ズーカラデル「春風」（2020年）
- 八木海莉「Ripe Aster」（2021年）
- オレンジスパイニクラブ「ガマズミ」（2021年）
- オレンジスパイニクラブ「パピコ」（2023年）